# James Wharram
Pour les articles homonymes, voir Wharram.
James Wharram (né le 15 mai 1928 à Manchester, Angleterre, et mort le 14 décembre 2021) est un pionnier dans la construction de catamaran de plaisance. En 1953 il a construit son premier catamaran, nommé TANGAROA (23'6" pieds/ 7,2 m de long) avec lequel il a fait le premier transatlantique. Il dit l'avoir construit pour 100 livres de l'époque.

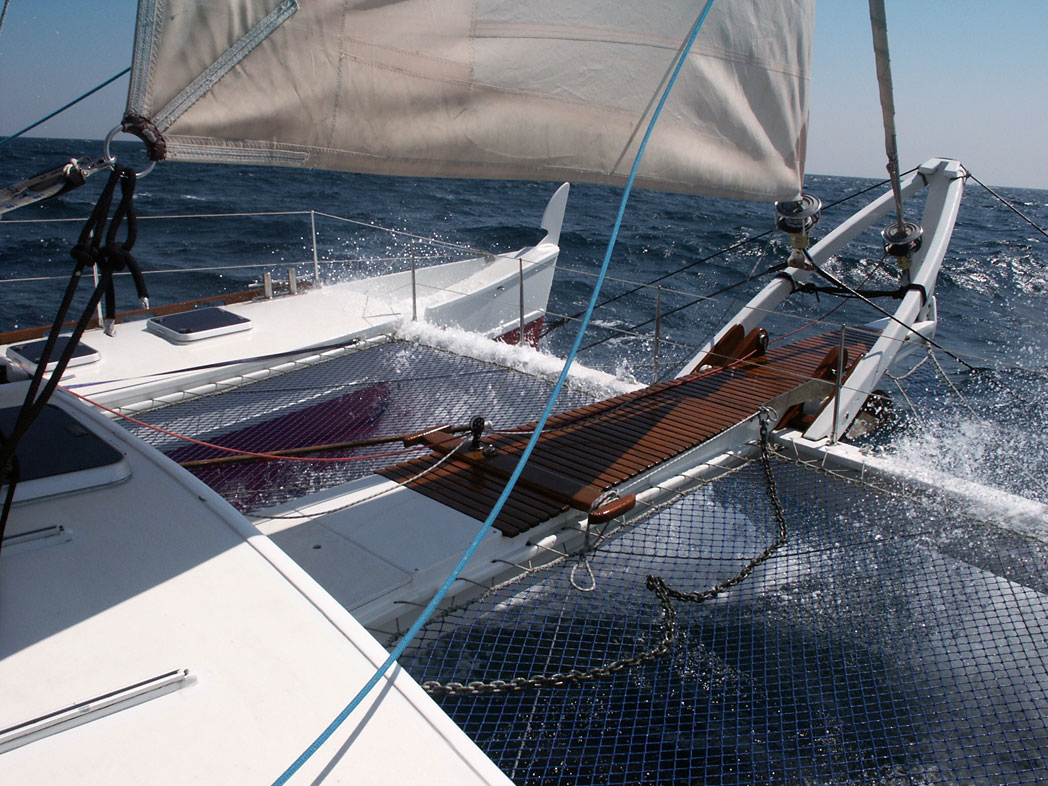
Pahi 63, Wharram catamaran, construction amateur

En 1953, après de longues études sur les bateaux du Pacifique dans les bibliothèques et les musées de  Grande-Bretagne, et inspiré par le livre de Éric de Bisschop Le voyage du Kaimiloa, il a conçu et construit le premier double canoë-catamaran britannique , le Tangaroa (longueur  (7,16 m)) et en 1955-56 navigué avec Jutta Schultze-Rohnhof et Ruth Merseburger, à travers l'Atlantique.
En 1959 il fit le premier transatlantique en catamaran par l'atlantique nord de l'est à l'ouest. Pour ceci il conçut et construisit RONGO (40' pieds/ 12,2 m de long) après la découverte de l'infection de Teredinidae (tarets) dans le bois de TANGAROA. Il fit cette aventure avec deux allemandes, Jutta et Ruth. Ils partirent avec des "provisions de 100 livres de blé, 100 livres d'avoine, et des blocs de 70 livres de dattes pressées, du soya, des lentilles, des haricots secs, du beurre d'arachide, du miel et fromage" pour un voyage de 8000 nautiques. A Trinidad Jutta mit au monde le petit Hannes. Les quatre s'engagèrent en 1960 dans un voyage autour du monde sponsorisé par la télé, mais une maladie congénitale et la mort de Jutta le termina.
Avec Hanneke Boon James fit un tour du monde dans leur cata de 63' pieds, le SPIRIT OF GAIA de 1995 a 1998.

## Wharrams
Les dessins de James Wharram sont inspirés par les catamarans polynésiens, qui consistaient en deux troncs d'arbres creux attachés par des planches. James Wharram étudiait la culture polynésienne, en parallèle de la construction navale. Les types de bateaux qu'il a conçus s'appellent Pahi, Tiki, Narai, Hitia, Maui, Raka et Hitia, et mesurent de 14 à 65 pieds.
Les catamarans industriels modernes sont des structures rigides et résistent les vagues par la force, tandis que, sur les Wharrams, les coques sont attachées par des bouts ou par des sangles. Ceci les rend flexibles et leur permet de ne pas s'opposer à la force des vagues. Aucun Wharram habitable n'a jamais chaviré. Les cabines sont conçues comme des espaces multi-fonctionnels à échelle humaine dans des coques étroites en V. Pour James Wharram "moins est plus", et "plus c'est simple, mieux c'est". Ces bateaux sont conçus pour des charges légères, imposant un minimalisme à ses navigants.
Ce sont typiquement des bateaux en contreplaqué marin en sandwich avec de l'epoxy et de la fibre de verre, et des poutres de bois laminés.
Les plans Wharram sont conçus pour que n'importe qui, sans connaissance en construction ou charpente navale, puisse se construire un bateau hauturier. Comme ce sont des constructions amateurs sur plans professionnels, ils sont plus faciles à fabriquer qu'une conception purement amateur. Les Wharrams sont des bateaux pas chers, très marins, avec une grande marge de sécurité et facile à naviguer.

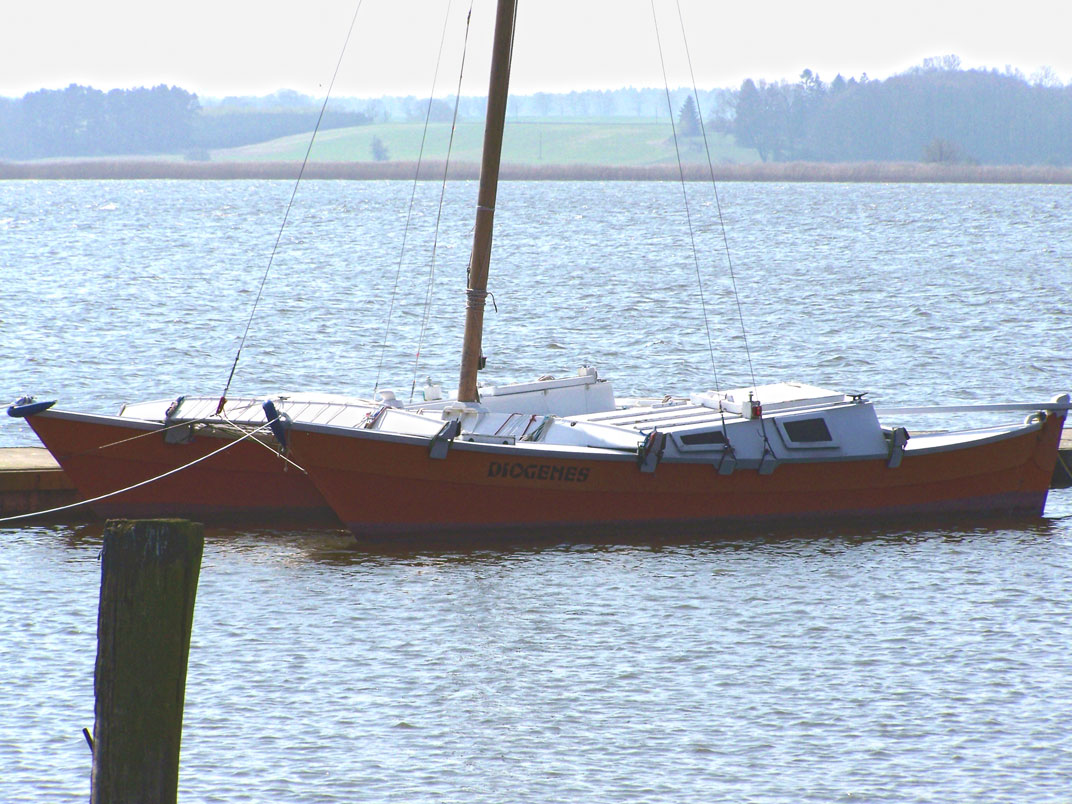
Tiki 26, Wharram catamaran, construction amateur à Usedom

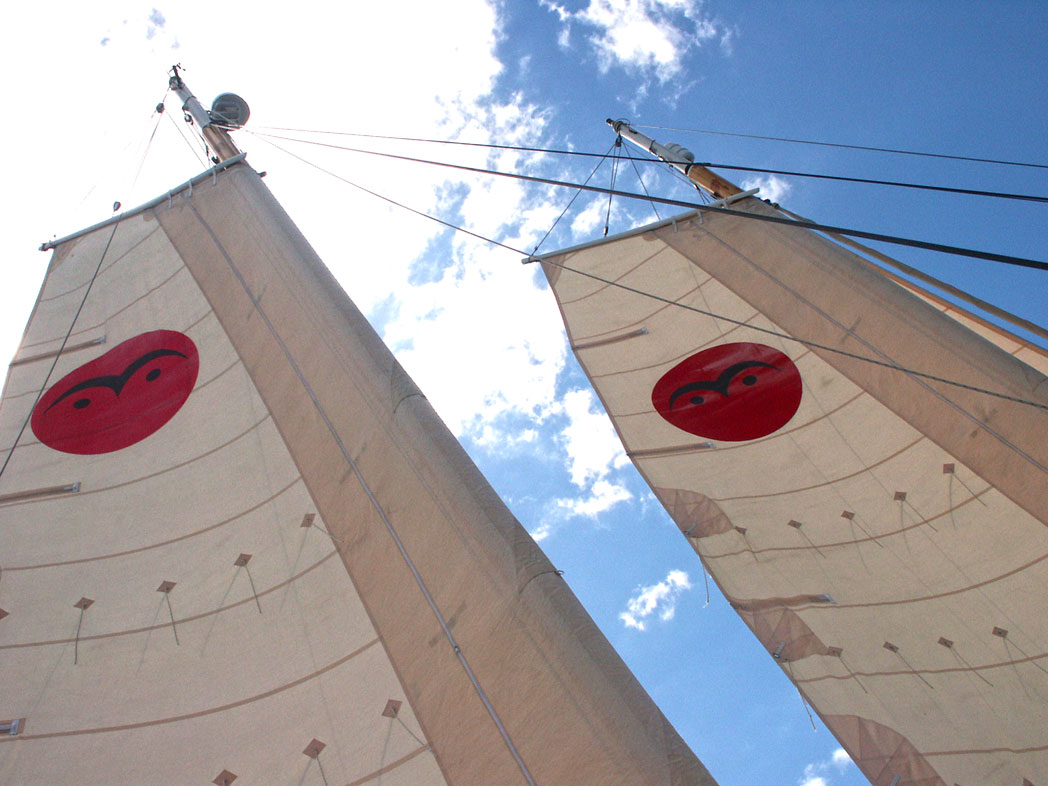
Pahi 63, Wharram catamaran, construction amateur

## Associations
- 1967 – aujourd'hui: British Marine Industries Federation (BMIF).
- 1968 – aujourd'hui: Polynesian Catamaran Association (PCA). Membre fondateur.
- 1968 – 1975	Multihull Offshore Cruising and Racing Association (MOCRA). Membre fondateur.
- 1968 – 1978	Little Ship Club.
- 1973 – aujourd'hui: Royal Yachting Association (RYA).
- 1977 – 1991  Committee member of the RYA Cruising Committee
- 1992 – aujourd'hui: Andean Explorer’s Club. Membre honoraire.
- 1996 – aujourd'hui: Roskilde Vikingship Museum friends.
- 2000 – aujourd'hui: Cruising Association.
- 2005 – aujourd'hui: Association of Yachting Historians.
- 2009 – aujourd'hui: Membre de la Royal Geographical Society.

## Conférences
- History and Problems of Design of Modern Multihulls, 1977. Fifth Symposium on Developments of Interest to Yacht Architecture, HISWA, Amsterdam, Netherlands.
- Cruising Multihulls, 1978, RYA Cruising Symposium.
- Multis are more Traditional than deep-Keel Yachts, 1980. Multihull Symposium, Plymouth, Royaume-Uni.
- Appropriate Technology in catamaran Design and construction, 1988. European Multihull Symposium, Netherlands.
- An Analysis of Self-Built Catamarans in the overall Development of Cruising Catamarans, 1989. MOCRA International Symposium, Exeter, Royaume-Uni.
- The Gaia Project, 1990. Second Dolphin and Whale Conference, Australia.
- The Spirit of Gaia, 1992. Third Dolphin and Whale Conference, Hawaii.
- European Double Hulled Canoes and The Archaeology of Viking Ships, 1996. Waka Moana Symposium, Auckland, New Zealand.
- Yacht Building and Yacht Charter in Indonesia, 2001, ITS Small Craft and Design Conference, Surabaya, Indonesia.
- The Pacific Migrations by Canoe Form Craft, 2003, ISBSA10 Roskilde, Denmark.
- ‘Lapita Voyage - recreating the migration route of the proto Polynesians’, 2008, ‘Early Man and the Ocean’ Conference, Norwegisches Maritimes Museum & Kontiki Museum, Oslo.

## Autres Publications
- Ocean-going catamarans. 1962. Ciba Technical Notes 231, Cambridge, Royaume-Uni
- Tehini. October 1970, Yachting Monthly, Royaume-Uni. Seminal article on Design approach.
- The Stable Multihull. 1976. (Researched for 1st World Multihull Symposium, Toronto.)
- The Sailing Community. 1978, Wooden Boat, États-Unis, Prize-winning proposal for ‘Waterborne International Communities’.
- Catamaran Stability – Figures, Facts and Fictions. 1991. Practical Boat Owner, Royaume-Uni. Also published in several other countries.
- Nomads of the Wind. October 1994. Practical Boat Owner, Royaume-Uni. Analysis of the sailing qualities of the Polynesian Double Canoe.
- Going Dutch: The Tiki Wing Sail Rig. 1998, Practical Boat Owner, Royaume-Uni. Also published in several other countries, incl. Australia, Holland and France.
- Lessons from the Stone Âge Sailors, A Study of Canoe Form Craft in the Pacific and Indian Ocean.
- ‘Vikings go Home’, Nov. 2008. Classic Boat, Royaume-Uni. (Article about voyage of the 100ft Vikingship reconstruction ‘Seastallion’ from Dublin to Denmark).